# William Gregford
William Gregford (também conhecido como William Gregforth, falecido em 1487/88) foi um director do University College, Oxford, Inglaterra.
Gregford foi um Fellow no University College de 1453/4. Foi também vigário de Shipton-under-Wychwood no oeste de Oxfordshire a partir de 1465. Ele tornou-se director em 1473 até à sua morte em 1487 ou 1488. A capela da faculdade foi inaugurada a 30 de abril de 1476, durante o tempo de Gregford como director.